# 象牙

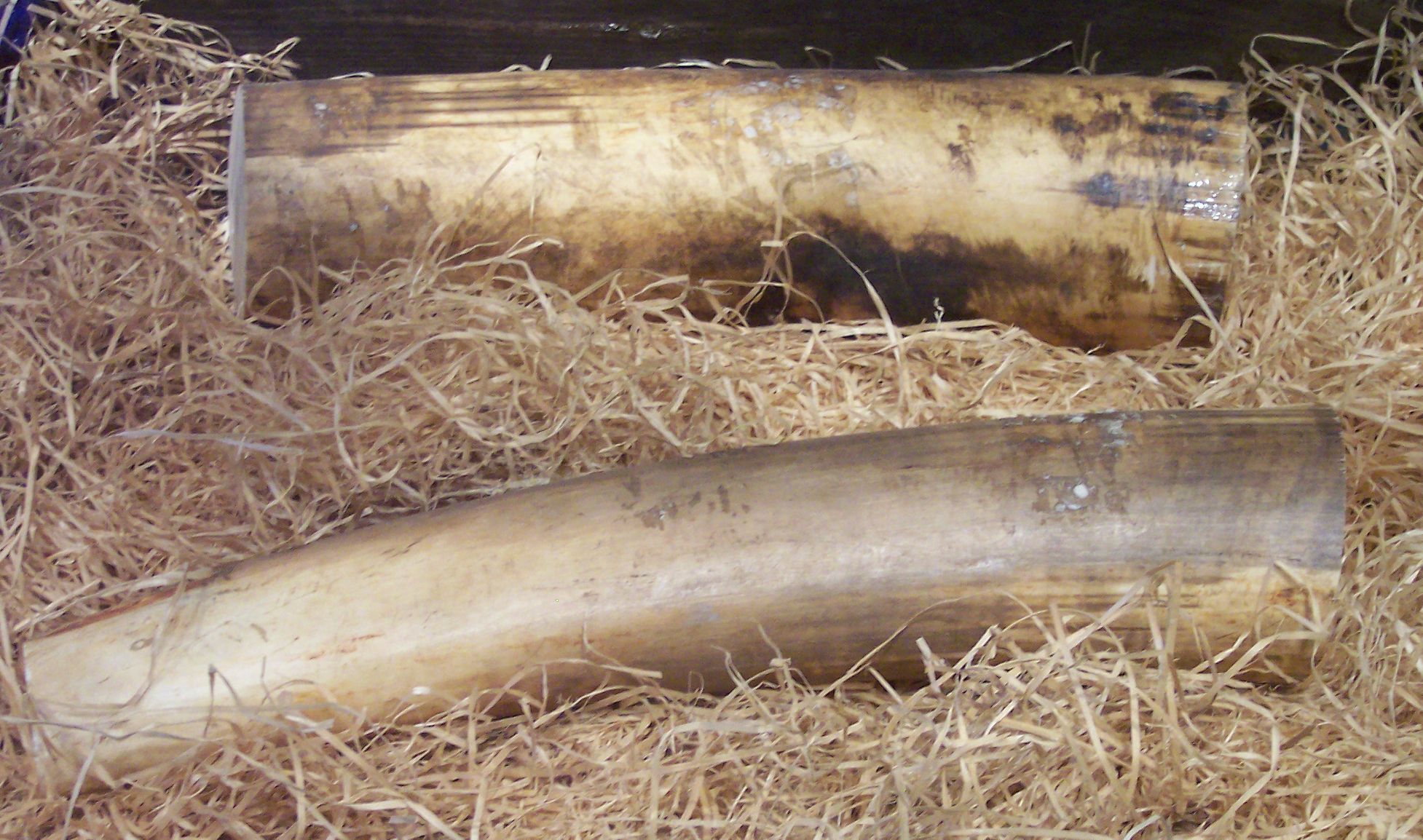
放在运输箱里的象牙

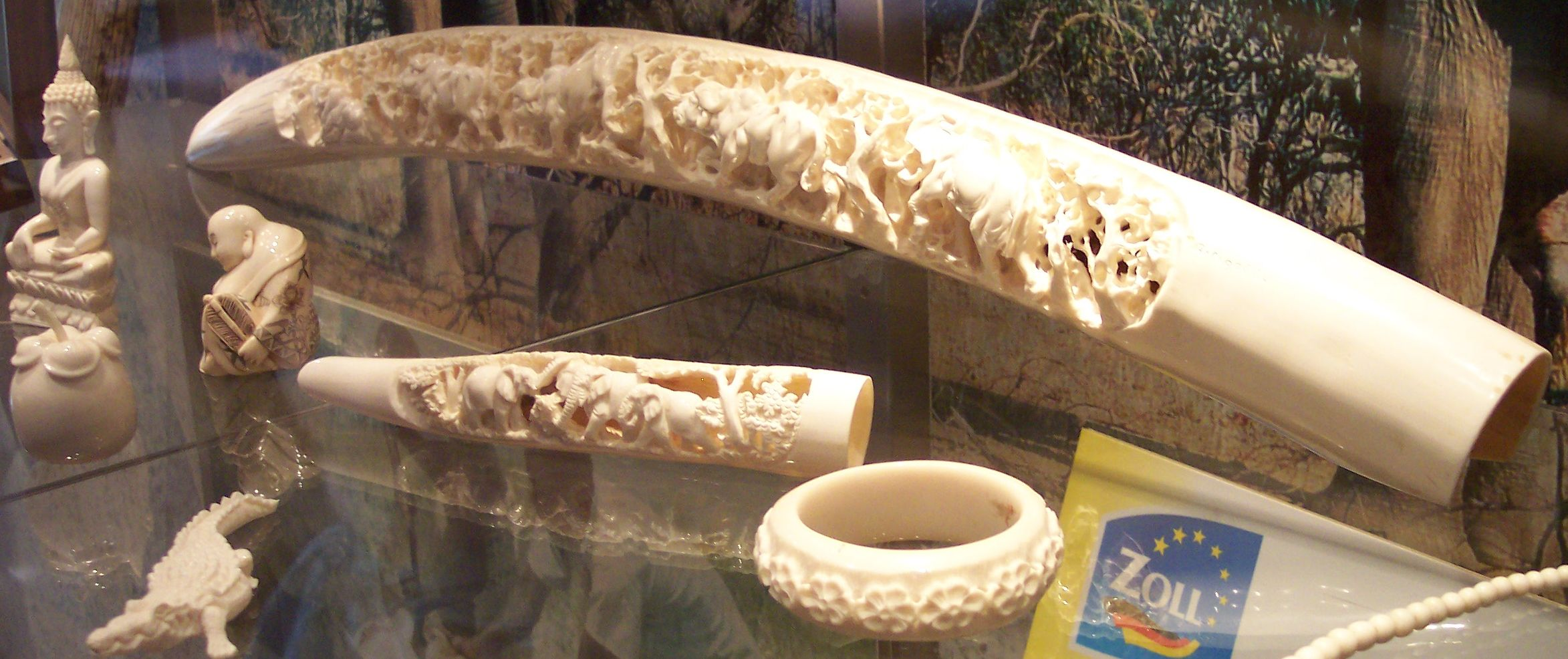
雕刻后的象牙

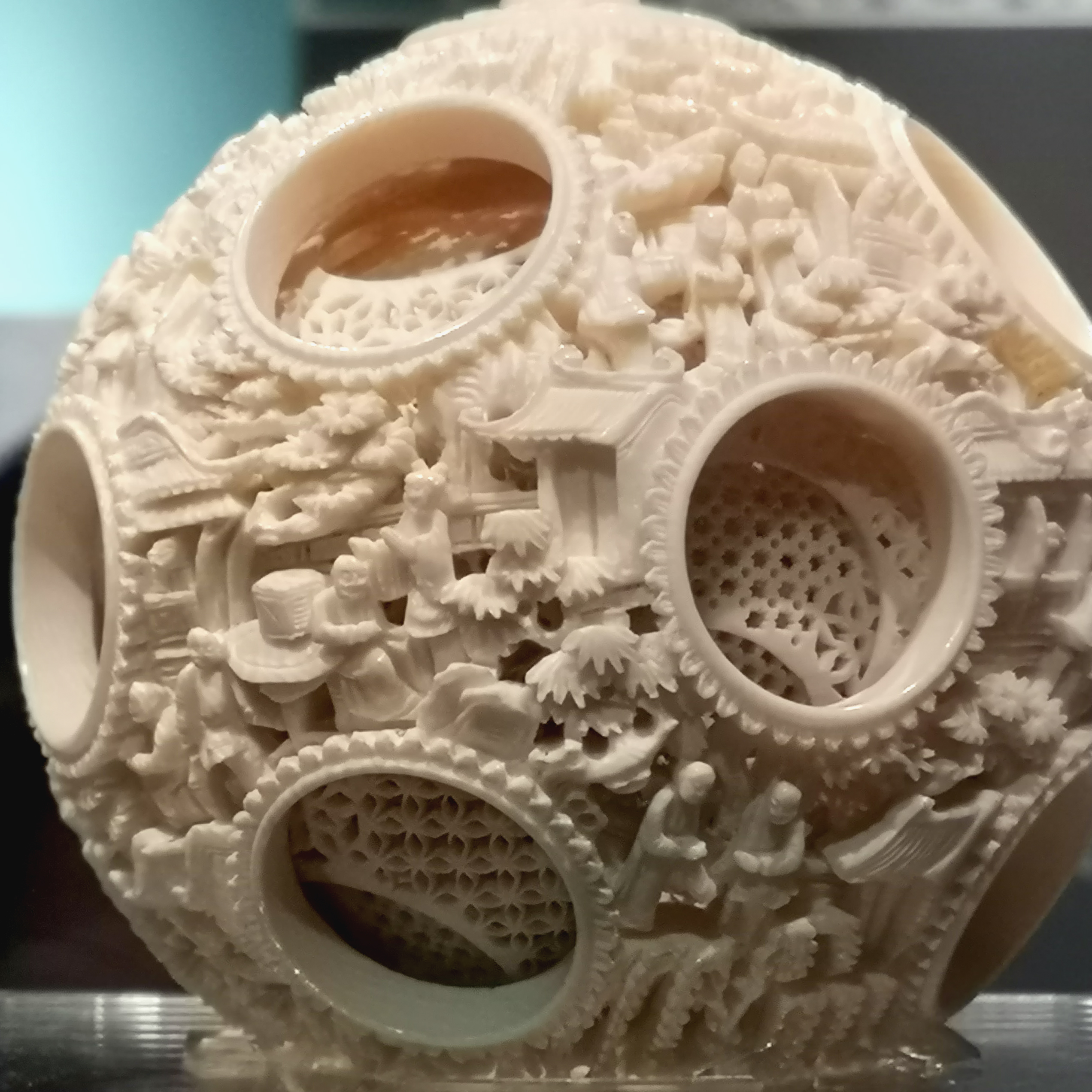
雕象牙透花人物套球

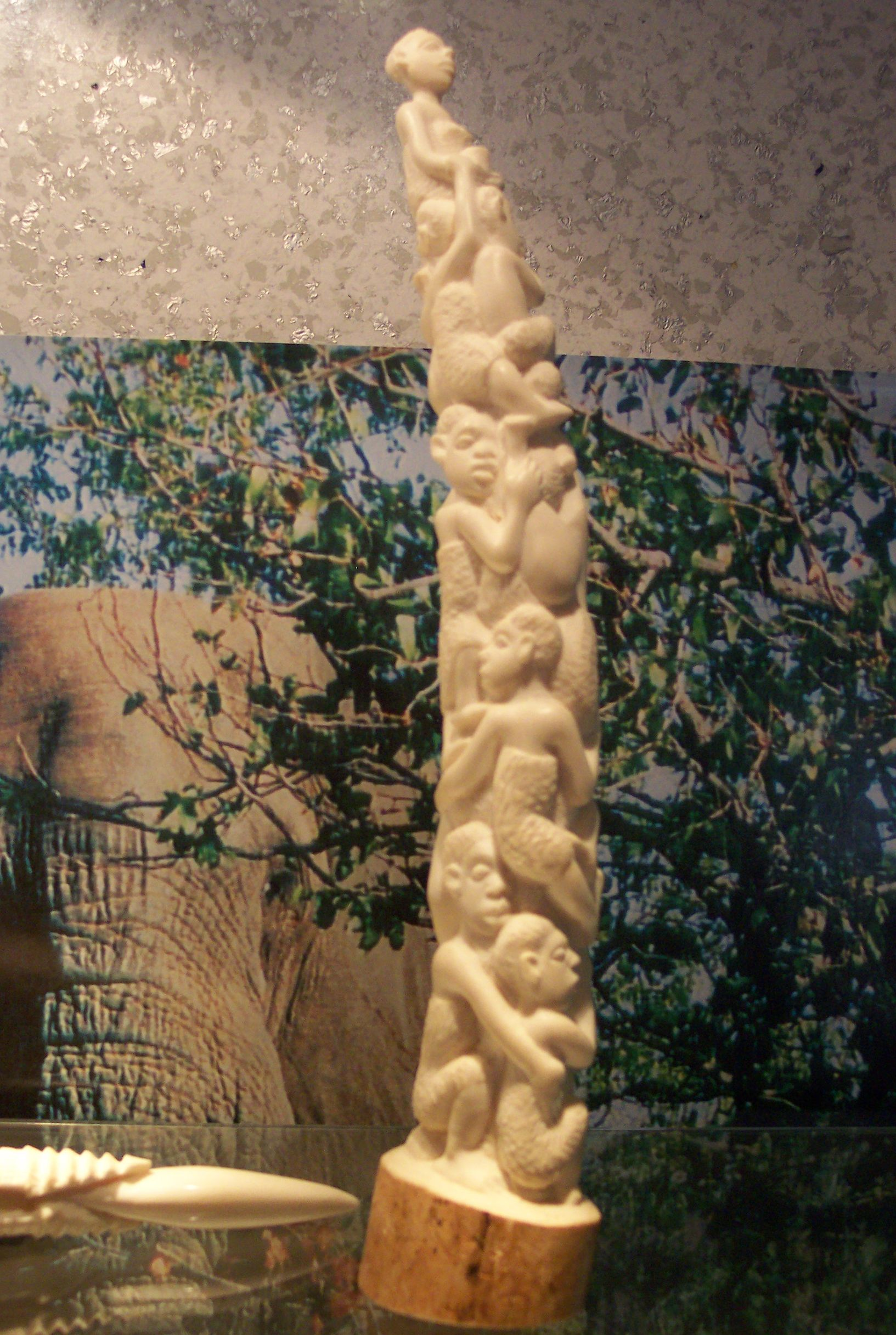
雕刻后的象牙

象牙是一种白色硬质物体。主要成分为牙本质，和骨头的成分相似。狭义地说是雄性的亚洲象、非洲象、猛犸象的獠牙，广义地也可以指河马、野猪、海象、鲸等动物的獠牙或牙齿。
象牙是一种贵重的材料，用来制作牙雕、假牙、扇子、骰子等。近代用来做装饰品或用具，如牙雕、台球、骰子、钢琴键、麻将、扣子等。塑料出现之后，在众多领域替代了象牙，但因为象牙的稀有，一些奢侈品仍然使用象牙。
在国际范围禁止象牙贸易。

## 结构
所有哺乳动物的牙齿或獠牙的化学组成是相同的，因此来自不同动物的“象牙”材料基本上也是相同的。不同动物的象牙的颜色可能稍许有些不同。
牙齿和獠牙本来是同样的物质。牙齿是特别的、用来咀嚼的结构。獠牙是伸长的，伸出嘴唇的牙齿，它们从牙齿演化出来，一般作为防御武器。大多数哺乳动物的牙齿由牙根和牙冠组成。
牙齿和獠牙的结构是相同的，从里向外它由牙髓、牙髓腔、牙本质、牙骨质和珐琅质组成。
牙髓腔壁上的牙本质细胞向外造成牙本质。象牙雕刻品主要是由牙本质组成的，它是牙齿或獠牙的主要组成部分。牙本质的无机部分主要是碳磷灰石，牙本质内部有非常细小的管道，这些管道从牙髓腔向外辐射到牙骨质。不同动物的象牙中的管道结构不同，其直径从0.8到2.2微米不等。微管的三维结构每種动物都不一样。

## 贸易
象牙很早就成為了商品，《詩經·鲁颂·泮水》：“元龟象齿，大赂南金。”《左传》曰： “象有齿，以焚其身，贿也。”周朝已有象牙雕刻的行業，《周礼·太宰》记载，周朝的手工业称为“八材”，象牙即八材之一。周代的规定只有诸侯才能持用象笏，唐朝时，五品以下的官员都能持象牙笏。
2008年7月，经联合国《濒危野生动植物种国际贸易公约》常务委员会投票决定，中国成为继日本之后全球第二个象牙合法进口国。但中国政府决定从2017年12月31日起，完全禁止象牙及其制品交易；猛犸象牙虽未被禁止，但会按照古生物化石进行管理，未经批准不得擅自运输、交易。

### 争议
由于大象的数量於20世紀開始骤减，为防止大象灭绝，环保主义者希望在国际范围禁止象牙贸易，他们的口号是“没有买卖，就没有杀害”。一些非洲国家，包括津巴布韦和南非，强调象牙贸易是必要的，首先象牙贸易是当地的重要收入来源，其次过多的象也会破坏当地的农业。另有觀點认为禁止贸易并不能保护大象的种群；大象数量下降的主要原因是人类扩张导致大象的栖息地减少。如果能开放象牙贸易，并私有化大象的产权给当地人，则他们会设法繁育大象以获取持续的收益。如果禁止大象贸易，则当地人不会保护大象，大象会死于偷猎。
目前，许多国家禁止进口和贩卖象牙，或对象牙贸易施加极大的限制。在国际上，象牙贸易的禁令和许多多次反复。1975年，亚洲象的象牙贸易被禁止，1990年，非洲象的象牙贸易被禁止。2002年联合国容许部分国家出口定量的象牙。
1999年，牛津大学的一个研究结果说明每年象牙贸易带来的五亿美元中只有1%的钱到达非洲，大多数被中间商收取了，因此象牙贸易对非洲经济发展的贡献有疑问。

## 相關
- 《瀕危野生動植物種國際貿易公約》 1973年訂立
- 《進出口條例》 香港法例第60章